# Mohamed Raouf Khenab
Mohamed Raouf Khenab (en arabe : محمد رؤوف خناب) est un footballeur algérien né le 20 mai 1984 à Batna. Il évoluait au poste de milieu défensif.

## Biographie
Il évolue en première division algérienne avec son club formateur, le CA Batna. Il dispute 40 matchs en Ligue 1.